# Thottea triserialis
Thottea triserialis är en piprankeväxtart som beskrevs av Ding Hou. Thottea triserialis ingår i släktet Thottea och familjen piprankeväxter. Inga underarter finns listade i Catalogue of Life.